# Lagune Buada
Vous lisez un « bon article » labellisé en 2007.
Pour l’article homonyme, voir Buada.
La lagune Buada, en anglais Buada Lagoon, est le plus grand et le seul véritable lac de Nauru, une petite république indépendante d'Océanie constituée d'une île très plate de 21,3 km2 de superficie. Le lac est situé dans le district de Buada d'où il tire son nom. Ce n'est pas une lagune à proprement parler dans le sens où le lac n'est pas en communication avec la mer mais où ses eaux sont légèrement saumâtres,.
L'eau douce à Nauru est rare car uniquement représentée par une petite nappe phréatique, par le puits Moqua, un petit lac souterrain, et par la lagune Buada qui constitue la réserve d'eau douce la plus visible, les cours d'eau étant totalement absents dans le pays,.
Le lac a traditionnellement servi de bassin de pisciculture de poisson-laits pour la consommation humaine durant des siècles et malgré son abandon dans les années 1960, cette activité bénéficie d'efforts récents pour la relancer en dépit de la pollution de ses eaux.

## Géographie

### Géologie et régime hydrique

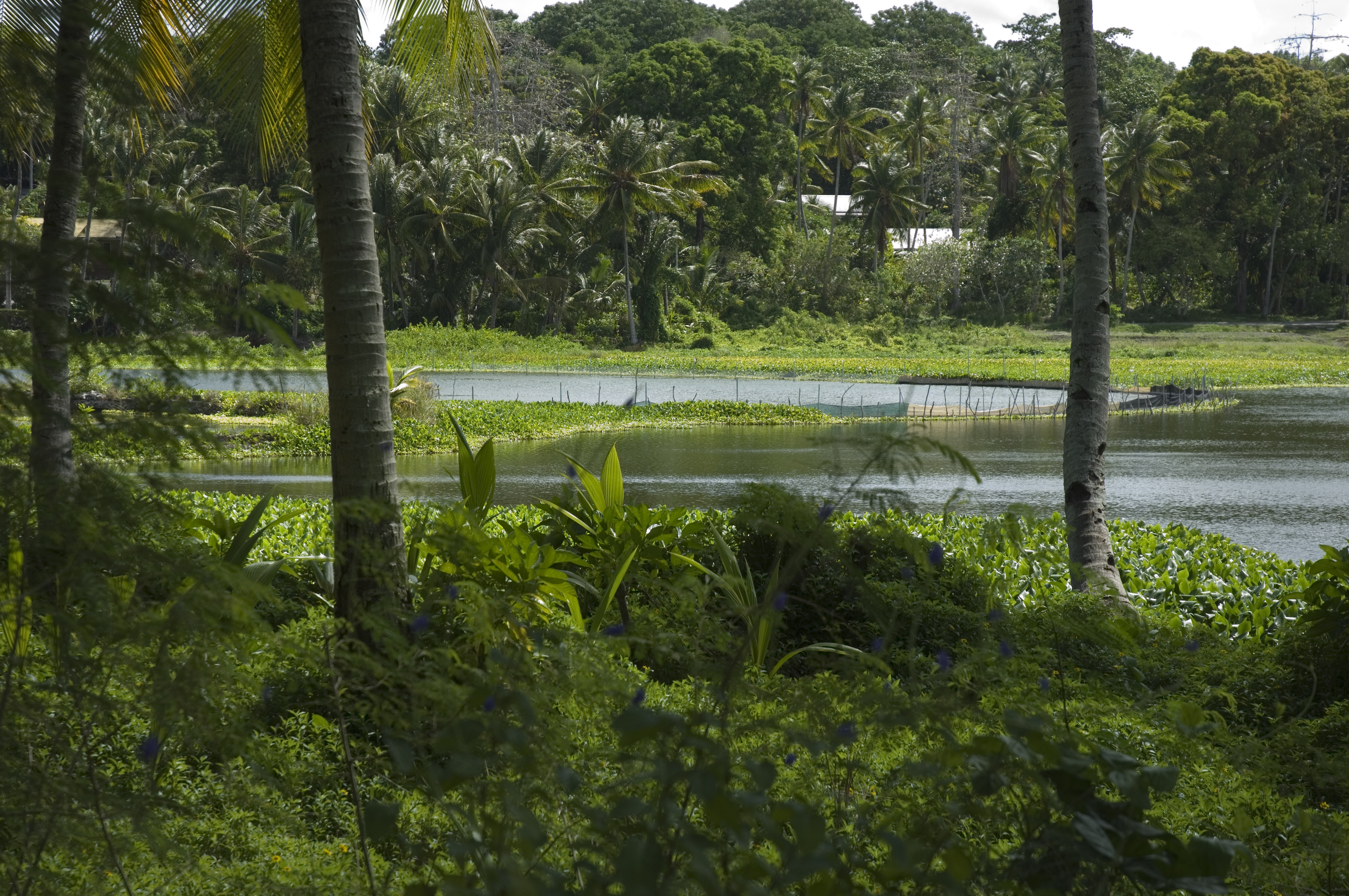
Vue d'un bassin piscicole fermé par un muret dans la lagune Buada.

La lagune Buada, située au sud-ouest du plateau qui occupe la majorité du centre de l'île de Nauru, se loge au milieu d'une dépression marécageuse de douze hectares de superficie. Cette cuvette karstique, dominée au nord-ouest par le Command Ridge, le point culminant de l'île, est née d'un affaissement du sol à la suite de la dissolution du calcaire corallien qui constitue une grande partie des roches du plateau sous forme de pinacles entre lesquels est logé du minerai de phosphate d'une grande pureté. Le bassin de la lagune Buada constitue d'ailleurs la seule région du plateau de Nauru où ce minerai, qui représentait la principale richesse de Nauru au cours du XXe siècle, n'a pas été exploité.
De forme ovale avec environ 280 mètres de longueur dans le sens nord-sud pour environ 140 mètres de largeur et situé à environ 1,3 kilomètre des côtes, la lagune Buada est peu profonde, un à deux mètres en moyenne, cinq au maximum, et l'altitude moyenne de ses eaux est proche du niveau de la mer,. Mais ce niveau des eaux du lac peut fortement varier en raison de l'endoréisme de la lagune Buada qui ne possède aucun émissaire et qui est uniquement alimenté par les précipitations, Nauru ne possédant aucun cours d'eau. Ainsi, entre la période de la mousson de novembre à février qui concentre la majorité précipitations, soit 2 126 millimètres par an en moyenne,, et la saison sèche, notamment lors des années où La Niña est présente, le niveau des basses eaux peut descendre jusqu'à cinq mètres sous le niveau de la mer,.
Les eaux aux reflets verts du lac sont légèrement saumâtres avec une concentration en sel de 2 ‰, et légèrement basiques avec un pH de huit.

### Flore

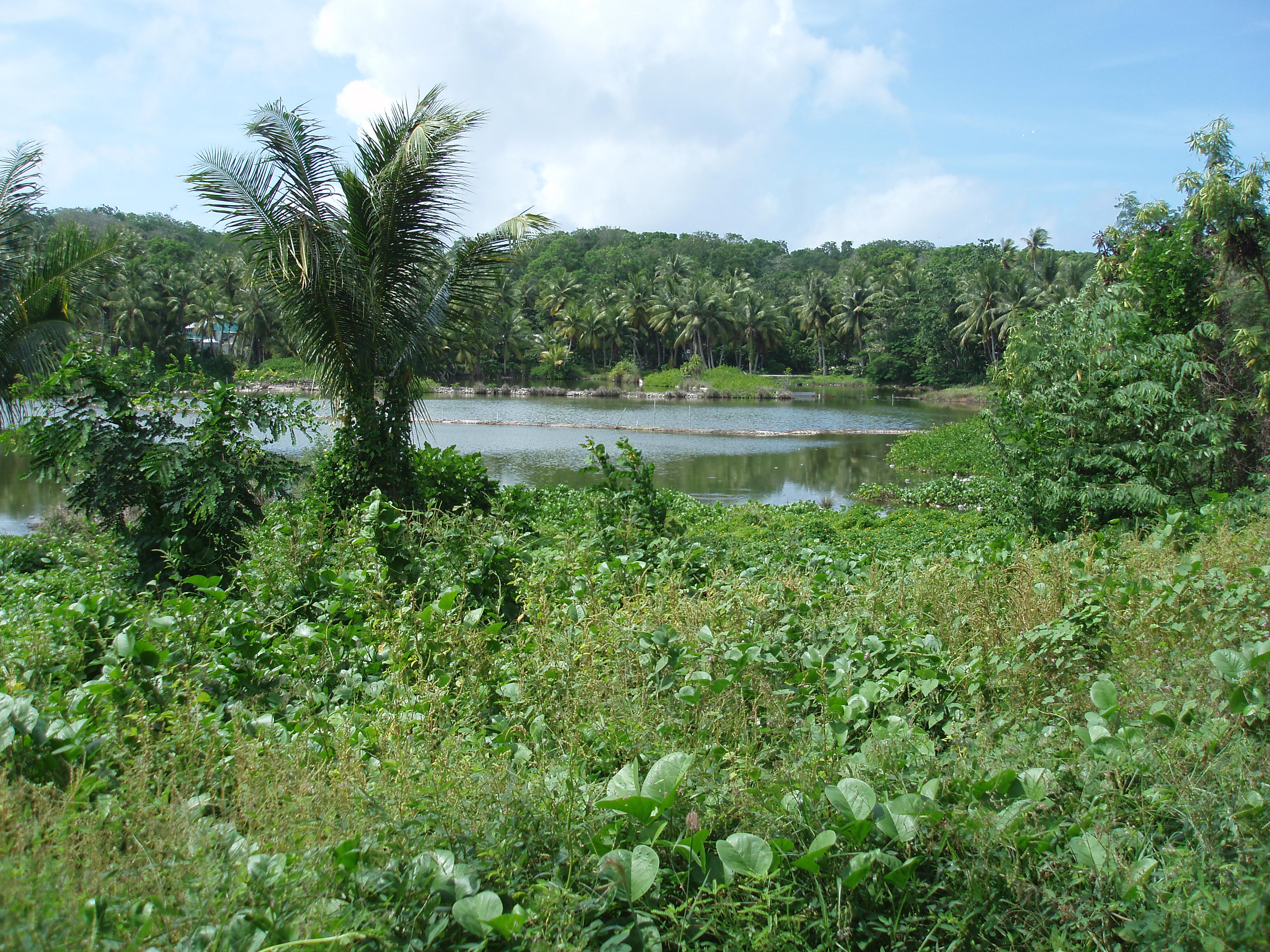
Végétation herbacée et arbustive sur le rivage de la lagune Buada.

Très peu d'informations sont disponibles sur la flore lacustre de la lagune Buada, bien que la présence de jacinthe d'eau (Eichhornia crassipes) soit avérée depuis peu.
La végétation aux abords du lac constitue en grande partie une relique de la forêt tropicale qui occupait 90 % de l'île avant l'exploitation du minerai de phosphate au XXe siècle. Couvrant quarante hectares et poussant sur un sol fertile hydromorphique, elle est principalement composée de takamakas (Calophyllum inophyllum) accompagnés de quelques Rubiaceae comme Guettarda speciosa, de Premna serratifolia, de badamiers, d'Adenanthera pavonina, de fromagers, de sensitives, de manguiers, de faux manguiers, de cocotiers et dont le sous-bois est majoritairement formé de Scaevola, notamment Scaevola taccada, de nonis, de bois de reinette, de Physalis angulata, de fougères comme Phymatosorus scolopendria et Nephrolepis biserrata ainsi que de plantes parasites comme Cassytha filiformis ou encore Psilotum nudum. Glochidion societatis est installé dans les espaces ouverts tandis que des Cyperus (Cyperus javanicus et Cyperus compressus, espèces proches du papyrus), des pourpiers et des Ipomoea aquatica sont présents dans les zones marécageuses, en grande partie détruites sous l'occupation japonaise lors de la Seconde Guerre mondiale. Des plantes exotiques comme le goyavier, le thé de Gambie, Desmodium triflorum et Chamaesyce hirta ont quant à elles colonisé des sites ayant subi des perturbations écologiques.
Sous cette forêt sont cultivés dans de petites parcelles des arbres fruitiers comme le Pandanus, l'arbre à pain, le bananier, le manguier, le goyavier et le corossolier, des légumes comme le chou ou la margose pour la consommation, ainsi que de l'ylang-ylang, des Cassia grandis, des Crotalaria spectabilis, des Samanea saman, des raisiniers bord de mer et des Asteraceae telles que Ageratum conyzoides et Synedrella nodiflora pour l'ornementation.

### Faune

#### Insectes
La dépression de la lagune Buada est une des zones de prolifération d'insectes sur Nauru en raison de la proximité entre des plans d'eau douce stagnante comme la lagune Buada ou des citernes d'eau de pluie, des habitations et des cultures,.
Ainsi, quatre espèces de moustiques, Culex annulirostris, Culex quinquefasciatus, Culex sitiens et Aedes aegypti, prolifèrent surtout lors de la mousson de novembre à février près des plans d'eau stagnante comme les citernes d'eau pluviale des habitations, les pneus usagés, les puits mais aussi la lagune Buada, bien qu'en moindre mesure par rapport à la côte. Ces moustiques, outre le fait de causer des désagréments à la population en général à l'aube, véhiculent une maladie parasitaire, la filariose, mais sans grande incidence dans la population. Les seuls prédateurs de ces moustiques sont deux espèces de poissons, le poisson-lait et le gambusia, qui se nourrissent des larves ainsi que deux espèces d'odonates.
Trois espèces de mouches des fruits, la mouche orientale des fruits, la mouche des fruits du Pacifique et la mouche de la mangue, étaient présentes à Nauru avant les années 2000 et causaient d'importants dommages aux cultures. Les abords de la lagune Buada étaient touchés par ces mouches qui y trouvaient de nombreux arbres fruitiers cultivés pour s'y reproduire. Ces mouches des fruits ont toutefois fait l'objet de campagnes d'éradication dont certaines ont remporté des succès comme celle contre la mouche orientale des fruits éliminée en 1999, et celle contre la mouche des fruits du Pacifique présente à Nauru entre 1992 et 2000.

#### Oiseaux
Les oiseaux, particulièrement marins, sont les animaux les plus visibles à Nauru et certains s'y arrêtent en escale lors de leur migration ou pour y nidifier.
Seule une espèce d'oiseau, la rousserolle de Nauru, y est endémique mais elle est menacée d'extinction par la destruction de son habitat bien qu'elle colonise les espaces récemment reboisés avec l'arrêt de l'exploitation du minerai de phosphate sur le plateau de l'île. Cette espèce affectionne les zones arbustives des forêts tropicales et subtropicales humides, les cultures et les jardins, y compris les abords de la lagune Buada qui associent ces trois habitats.

#### Poissons

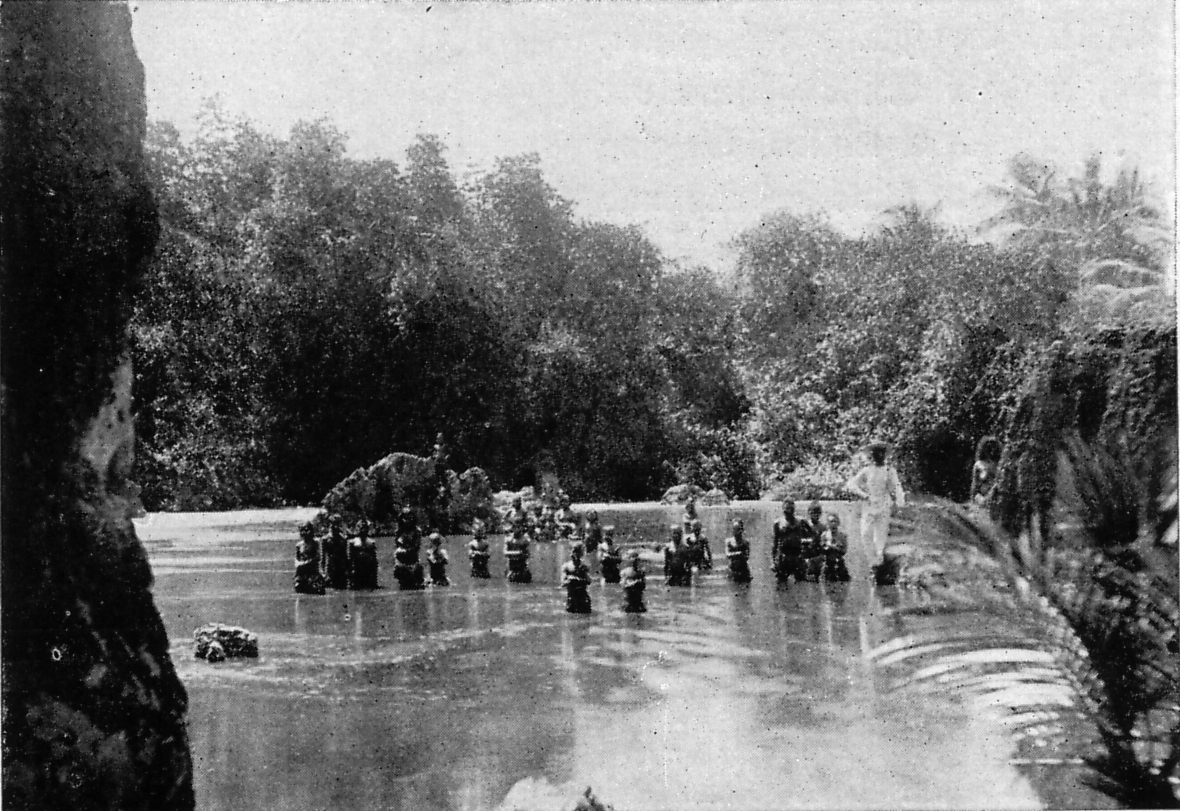
Scène de pêche dans la lagune Buada en 1938.

Trois espèces de poissons se rencontrent dans la lagune Buada : des poissons-lait, des tilapias du Mozambique et des gambusias,, ces deux dernières espèces ayant été introduites à Nauru pour apporter une nouvelle source de nourriture à la population en ce qui concerne les tilapias du Mozambique ou pour éradiquer les moustiques en ce qui concerne les gambusias.
Pendant des centaines d'années, les Nauruans pratiquent de manière traditionnelle la pisciculture en capturant des poissons-lait dans le lagon de l'île et en les relâchant dans la lagune Buada et dans une lagune à Anabar,. En effet, ces poissons d'élevage étaient déjà considérés comme une nourriture de grande qualité par les Nauruans car étant riches en graisse. La pisciculture sert alors d'organisation sociale entre les différentes tribus : les exploitations sont partagées entre les tribus avec des murets, l'entretien des poissons est confié aux hommes qui pataugent régulièrement dans les bassins pour oxygéner l'eau et la charger en nutriments, les enfants ayant interdiction de déranger les poissons lorsqu'ils se baignent dans les bassins.
Vers 1960, des tilapias du Mozambique sont introduits dans la lagune Buada dans le but de relancer la pisciculture et de limiter l'invasion des moustiques,,. Malheureusement, les tilapias se multiplient au point de concurrencer les poissons-lait qui y sont élevés de sorte qu'aucun poisson ne dépasse plus la taille minimale de consommation soit vingt centimètres de longueur. Ceci a pour conséquence l'abandon de la pisciculture par de nombreux éleveurs car les tilapias sont peu prisés pour la consommation.
Pour réparer cette erreur écologique, de nombreuses tentatives sont alors lancées, certaines sans succès, d'autres aggravant encore la situation. Ainsi, la FAO, sur demande de Nauru, met en place un programme de réduction de la population de tilapias entre 1979 et 1980,. Ce programme, qui consiste à répandre sur le lac de la roténone, une molécule fortement toxique notamment pour les poissons et dangereuse pour les humains, entraîne un empoisonnement temporaire du lac, la molécule étant biodégradable.
En 1991, le « Projet de développement de l'aquaculture dans le Pacifique Sud » (SPADP) de la FAO montre qu'il est possible que le poison-lait et le tilapia coexistent dans un élevage de pisciculture. Cet organisme introduit alors en 1998 dans la lagune Buada des tilapias du Nil, une expérience similaire dans les Fidji ayant montré que ses qualités gustatives sont plus appréciées par la population, la pisciculture peut ainsi être potentiellement relancée. Dans le même temps, un projet taïwanais relance la croissance des poissons en utilisant des méthodes d'élevage intensives mais elles sont néanmoins abandonnées faute de moyens financiers.
L'échec de ses tentatives de relance de la pisciculture directement dans le lac déclenche alors la mise en place d'un programme d'aquaculture semi-intensive taïwanais en 2001 avec la construction de bassins en béton de vingt mètres de longueur pour dix mètres de largeur et 1,5 mètre de profondeur équipés d'oxygénateurs, de filets et de nourriture adaptée. L'objectif de ces bassins est de permettre l'élevage de poissons-lait en utilisant l'eau de mer et sans cohabitation avec les tilapias.

## Présence humaine

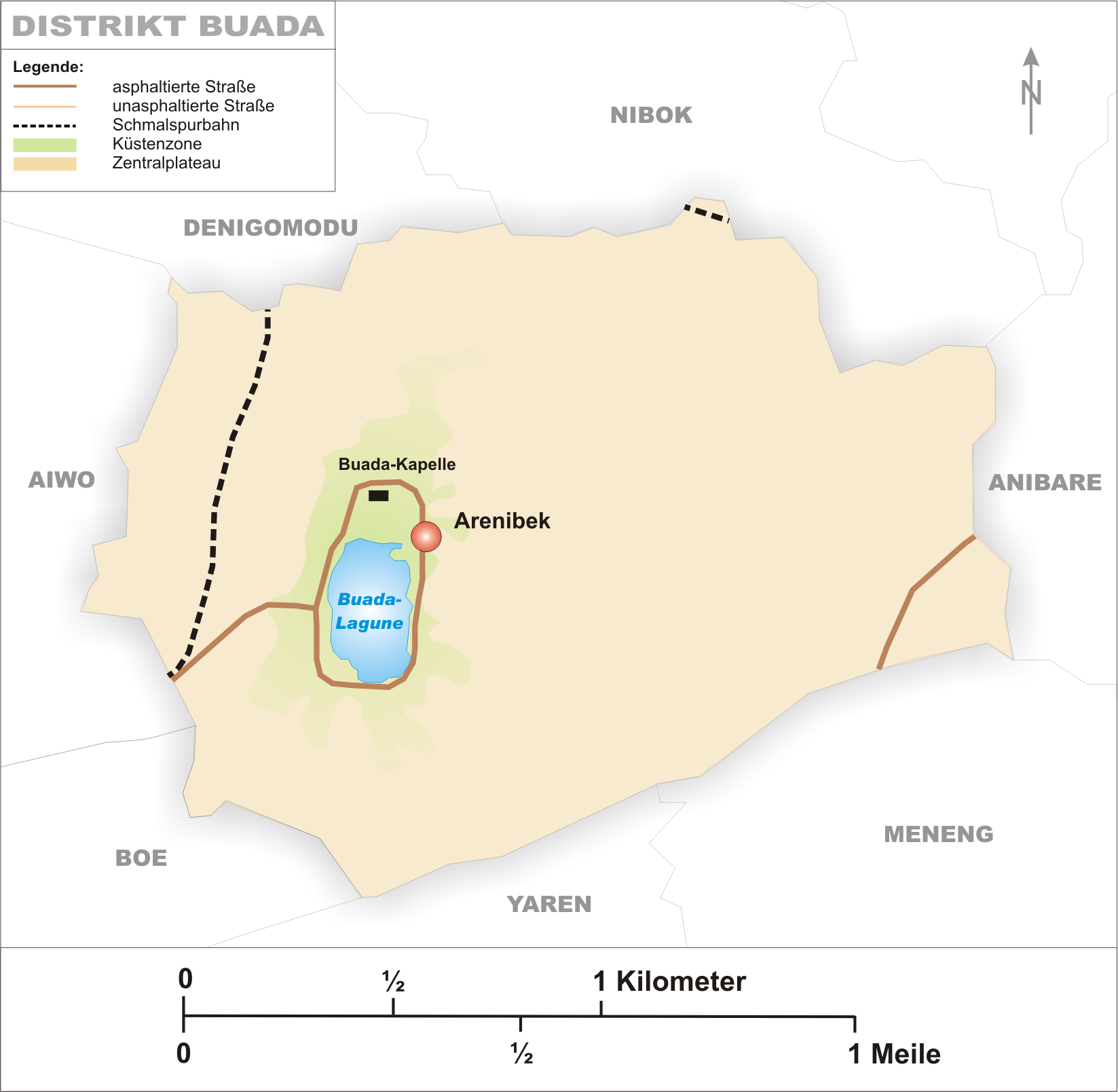
Carte du district de Buada.

La lagune Buada, seule zone de l'intérieur de Nauru à être habitée avec 660 habitants à ses abords, est située au centre-ouest du district de Buada. Ceinturé par une route, les abords du lac sont constitués de parcelles privées habitées où sont cultivés des arbres fruitiers comme des pandanus, des arbres à pain, des bananiers, des manguiers, des goyaviers et des corossoliers ainsi que des légumes tels le chou ou la margose, et qui forment la communauté d'Arenibek.
Les systèmes de traitement des eaux grises et de collecte des déchets ménagers étant déficients sur l'île, le lac recueille les eaux usées des riverains ainsi que leurs déchets,, entraînant la présence d'Escherichia coli dans le lac.
En dépit de ces menaces de dégradation du milieu, aucune mesure de protection n'est entreprise bien que la lagune Buada semble répondre aux critères de la Convention de Ramsar sur les zones humides.